# Maysan

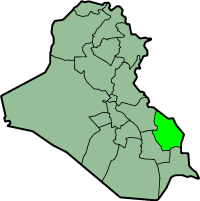
Provinsen Maysans läge i Irak.

Maysan (alternativt Missan, arabiska ميسان) är en provins i sydöstra Irak, med gräns mot Iran. Den har en yta på 16 072 km², och 922 890 invånare 2009. Den administrativa huvudorten är al-Amara. Provinsen genomkorsas av floden Tigris.

## Administrativ indelning
Provinsen är indelad i sex distrikt:
- Ali al-Gharbi, al-Amara, al-Kahla, al-Maimouna, al-Mejar al-Kabi, Qalat Saleh